# FA Cup 1873/74

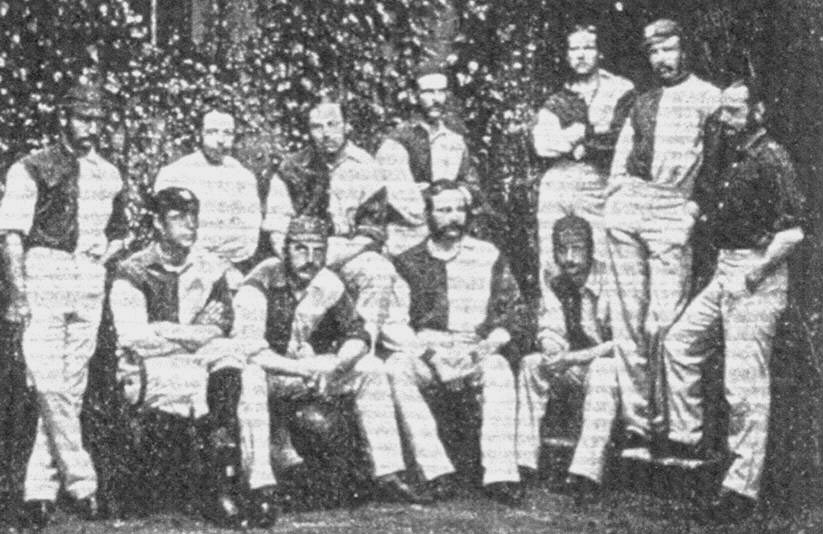
Die Siegermannschaft der Oxford University

Der FA Cup 1873/74 war die dritte Austragung des The Football Association Challenge Cup (meist als FA Cup bekannt). Die Pokalsaison begann mit 28 Vereinen, wurde letztlich jedoch nur von 22 Vereinen real ausgespielt. Als Titelverteidiger waren die Wanderers FC nicht mehr für das Finale qualifiziert.
Der Pokalwettbewerb startete am 9. Oktober 1873 mit der Ersten Runde und endete mit dem Finale im Kennington Oval in London am 14. März 1874 vor einer Kulisse von etwa 2.000 Zuschauern. Der Zuspruch war damit im Vergleich zum Vorjahr erneut rückläufig. Der Sieger des Wettbewerbes wurde erstmals der Oxford University AFC.

## Wettbewerb

### Erste Runde
| Datum             |                          | Ergebnis |                       |
| ----------------- | ------------------------ | -------- | --------------------- |
| 9. Oktober 1873   | FC Marlow                | 0:1      | FC Pilgrims           |
| 11. Oktober 1873  | Royal Engineers AFC      | 5:0      | FC Brondesbury        |
| 11. Oktober 1873  | Woodford Wells           | 3:2      | Reigate Priory        |
| 18. Oktober 1873  | FC Swifts                | 1:0      | FC Crystal Palace     |
| 25. Oktober 1873  | 1st Surrey Rifles        | 0:0      | Barnes FC             |
| 25. Oktober 1873  | Cambridge University AFC | 1:0      | FC South Nordwood     |
| 28. Oktober 1873  | FC Uxbridge              | 3:0      | FC Gitanos            |
| 29. Oktober 1873  | Upton Park FC            | 0:4      | Oxford University AFC |
| 30. Oktober 1873  | Shropshire Wanderers     | 0:0      | FC Sheffield          |
| nicht ausgetragen | Clapham Rovers           |          | Amateur Athletic Club |
| nicht ausgetragen | FC High Wycombe          |          | Old Etonians          |
| nicht ausgetragen | FC Maidenhead            |          | Civil Service FC      |
| nicht ausgetragen | FC Trojans               |          | FC Farningham         |
| nicht ausgetragen | Wanderers FC             |          | FC Southall           |

#### Wiederholungsspiele
| Datum             |              | Ergebnis |                      |
| ----------------- | ------------ | -------- | -------------------- |
| 8. November 1873  | Barnes FC    | 1:0      | 1st Surrey Rifles    |
| 17. November 1873 | FC Sheffield | 0:0      | Shropshire Wanderers |

### Zweite Runde
| Datum             |                       | Ergebnis |                          |
| ----------------- | --------------------- | -------- | ------------------------ |
| 15. November 1873 | Clapham Rovers        | 1:1      | Cambridge University AFC |
| 22. November 1873 | FC Maidenhead         | 1:0      | FC High Wycombe          |
| 22. November 1873 | Oxford University AFC | 2:0      | Barnes FC                |
| 22. November 1873 | FC Sheffield          | 1:0      | FC Pilgrims              |
| 22. November 1873 | FC Swifts             | 2:1      | Woodford Wells           |
| 26. November 1873 | Royal Engineers AFC   | 2:1      | FC Uxbridge              |
| nicht ausgetragen | Wanderers FC          |          | FC Trojans               |

#### Wiederholungsspiele
| Datum             |                | Ergebnis |                          |
| ----------------- | -------------- | -------- | ------------------------ |
| 29. November 1873 | Clapham Rovers | 1:1      | Cambridge University AFC |
| 20. Dezember 1873 | Clapham Rovers | 4:1      | Cambridge University AFC |

### Dritte Runde
| Datum             |                     | Ergebnis |                       |
| ----------------- | ------------------- | -------- | --------------------- |
| 6. Dezember 1873  | Wanderers FC        | 1:1      | Oxford University AFC |
| 10. Dezember 1873 | Royal Engineers AFC | 7:0      | FC Maidenhead         |
| 17. Januar 1874   | Clapham Rovers      | 2:1      | FC Sheffield          |
| Freilos           | FC Swifts           |          |                       |

#### Wiederholungsspiel
| Datum           |                       | Ergebnis |              |
| --------------- | --------------------- | -------- | ------------ |
| 31. Januar 1874 | Oxford University AFC | 1:0      | Wanderers FC |

### Halbfinale
Die Spiele wurden am 28. Januar 1874 und am 28. Februar 1874 ausgetragen.
|                       | Ergebnis |                | Ort                     |
| --------------------- | -------- | -------------- | ----------------------- |
| Royal Engineers AFC   | 2:0      | FC Swifts      | Kennington Oval, London |
| Oxford University AFC | 1:0      | Clapham Rovers | Kennington Oval, London |

### Finale
| Oxford University AFC                              | Oxford University AFC | Royal Engineers AFC | Royal Engineers AFC |
| -------------------------------------------------- | --- | --- | ------------------- |
| Oxford University AFC                              | \| Finale \| \| Samstag, 14. März 1874 in London (Kennington Oval) \| \| Ergebnis: 2:0 (2:0) \| \| Zuschauer: 2.000 \| \| Schiedsrichter: Alfred Stair \| \| Spielbericht \|                     | \| Finale \| \| Samstag, 14. März 1874 in London (Kennington Oval) \| \| Ergebnis: 2:0 (2:0) \| \| Zuschauer: 2.000 \| \| Schiedsrichter: Alfred Stair \| \| Spielbericht \|                                                                                         | Royal Engineers AFC |
| Oxford University AFC                              | Charles Nepean – Charles Mackarness – Francis Birley, Frederick Green – Robin Benson, Frederick Maddison, William Rawson, Cuthbert Ottaway, Rev. Arthur Johnson, Walpole Vidal, Frederick Patton | Captain William Merriman – Major Francis Marindin – Lieut. George Addison, Lieut. Gerald Onslow – Lieut. Pelham von Donop, Lieut. John Blackburn, Lieut. Herbert Rawson, Lieut. Henry Renny-Tailyour, Lieut. Henry Olivier, Lieut. Charles Wood, Lieut. Thomas Digby | Royal Engineers AFC |
| Oxford University AFC                              | 1:0 Charles Mackarness (10.) 2:0 Frederick Patton (20.) | | Royal Engineers AFC |
| Finale                                             | | |                     |
| Samstag, 14. März 1874 in London (Kennington Oval) | | |                     |
| Ergebnis: 2:0 (2:0)                                | | |                     |
| Zuschauer: 2.000                                   | | |                     |
| Schiedsrichter: Alfred Stair                       | | |                     |
| Spielbericht                                       | | |                     |